# Resolución 37 del Consejo de Seguridad de las Naciones Unidas
La resolución 37 del Consejo de Seguridad de las Naciones Unidas, adoptada el 9 de diciembre de 1947, adaptó la sección de normas de procedimiento para el Consejo de Seguridad, que regía las condiciones de solicitud de adhesión a nuevos miembros.
La resolución fue adoptada sin necesidad de votación.